# Colômbia nos Jogos Olímpicos de Verão de 1992
A Colômbia competiu nos Jogos Olímpicos de Verão de 1992, realizados em Barcelona, Espanha.